# Kärcher

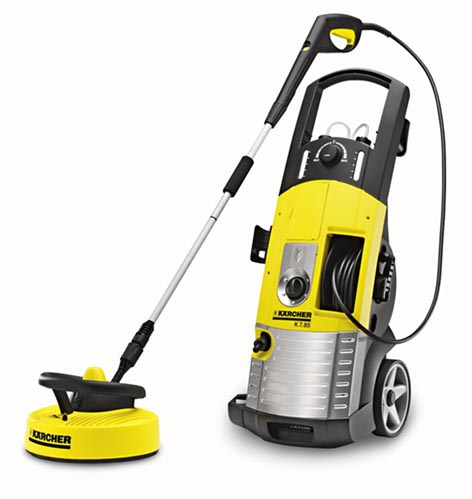
Högtryckstvätt med T-Racer

Kärcher (Alfred Kärcher GmbH & Co. KG) är en tysk tillverkare av sanitetsmaskiner och komplett rengöringsutrustning. Kärcher har sitt huvudkontor i Winnenden i Baden-Württemberg och har egna dotterbolag i 66 länder världen över. I företaget arbetar 10 900 anställda i slutet av 2013.

## Historik
Kärcher grundades 1935 av Alfred Kärcher (1901-1959). Alfred Kärcher hade studerat på Stuttgarts tekniska högskola och startade bolaget med hjälp av sin far och började utveckla tekniska lösningar, bland annat en saltbadspanna. Verksamheten utvecklades och bland annat levererades utrustning till Lufthansa för att tina upp flygplansvingar och flygplansmotorer. Framgångar gjorde att Kärcher kunde köpa en fabrik i Winnenden som under två år byggdes om. 1939 flyttade man företaget från Stuttgart till Winnenden där bolaget varit kvar sedan dess. Efter andra världskriget tillverkade Kärcher bland annat enkla kakelugnar, där man använde sig av kanonrör som byggdes om och enkla kärror för transporter. 1949 gifte sig Kärcher med Irene Herzog som efter makens död ledde företaget.
1950 lanserade Kärcher högtryckstvätten, modellen KW 350, som en innovation, och har sedan dess varit ledande på området. Till Europa kom högtryckstvättarna via de amerikanska trupperna som var stationerade i Västtyskland efter 1945. Alfred Kärcher gavs i uppdrag att underhålla och reparera de amerikanska maskinerna. Utifrån dessa högtryckstvättar utvecklade Kärcher en egen variant med förbättringar, bland annat förbättrat tryck, en variant vars konstruktion än idag är gällande. Bolaget fortsatte att tillverka olika produkter, bland annat tillverkades plastdetaljer och utrustning för njurpatienter.
Efter Alfred Kärchers död 1958 tog hans fru Irene Kärcher över som chef över bolaget och valde att renodla verksamheten och satsa helt på rengöringsprodukter där bolaget tillhörde de ledande i en bransch som hade stor utvecklingspotential. Irene Kärcher hade tidigare arbetat inom Daimler-Benz. Verksamheten expanderade och första exportmarknad blev Frankrike 1962 följt av Schweiz och Österrike. Den gula färgen på företagets produkter har blivit dess signum och en stark del av varumärket sedan den infördes 1974. Under 1980-talet började Kärcher även tillverka för hushållskunder och utvecklade nya modeller. Den första modellen för privatkonsumenter var HD 555, som lanserades 1984. Från och med 2013 är alla Kärchers produkter avsedda för yrkesmässig användning gråa eller antracit.
I det tyska språket har företagsnamnet bildat verbet kärchern, med betydelsen att använda en högtrycksspruta (för att göra rent); i det franska språket har le kärcher blivit ett substantiv för högtrycksspruta.

## Sortiment
Förutom högtryckstvättar tillverkar och säljer Kärcher idag ett omfattande sortiment av rengöringsutrustning, bland annat grovdammsugare, trädgårdspumpar, fönstertvättar, ångtvättar, skurmaskiner, sopmaskiner och industridammsugare - både för konsument och för proffs. Kärcher säljer även ett stort antal gör-det-själv biltvättanläggningar samt borsttvättanläggningar för person- och lastbilar.

## Etablering i Sverige
Det svenska dotterbolaget Kärcher AB etablerades 1975 i Hjo, och då introducerades högtryckstvättarna på den svenska marknaden. 1986 flyttade Kärcher till Göteborg där det i dag arbetar cirka 75 personer med uppgift att marknadsföra och distribuera varumärket Kärcher och produkterna i Kärchers sortiment. Företaget förser cirka 2000 återförsäljare och 60 auktoriserade serviceverkstäder med varor. Den svenska verksamheten omfattar sedan 2011 även utveckling av redskapbärare efter köp av Belos i Tranås.

## Övrigt
I Sverige blev Kärcher mer känt när företaget var huvudsponsor för basketlaget Högsbo från Göteborg. Laget antog namnet Kärcher och vann SM-guld som bästa resultat. Kärchers sponsring i Sverige omfattar främst ungdomsaktivitet och insatser för barn. Internationellt rengör Kärcher varje år ett känt landmärke någonstans i världen t.ex. Mount Rushmore och delar av Vatikanstaten. I Sverige har Kärcher bidragit till att rengöra Pater Noster fyr.